# Tanbul al-Kubra
Tanbul al-Kubra – miejscowość w Egipcie, w muhafazie Ad-Dakahlijja. W 2006 roku liczyła 9324 mieszkańców.